# Andrés Concha
Mario Andrés Concha Rodríguez (Santiago, 31 de marzo de 1944-ibíd., 24 de marzo de 2013) fue un ingeniero comercial, empresario y dirigente gremial chileno.
Se desempeñó como alto funcionario del Estado durante la dictadura militar del general Augusto Pinochet y, una vez en democracia, como ejecutivo y directivo de la Sociedad de Fomento Fabril (Sofofa), organización empresarial que presidió desde mediados de 2009 hasta el día de su muerte.
Falleció a causa de un cáncer de piel que le había sido detectado en 2009.

## Familia
Fue hijo de Sergio Concha Garcés (quien laboró en el Gobierno del presidente Jorge Alessandri) y de Eugenia Rodríguez Ortúzar, además de nieto, por esta rama, de Luis Antonio Concha, senador de la República por Valdivia. Tuvo siete hermanos, uno de ellos el abogado y sacerdote Sergio Concha Rodríguez.
Contrajo matrimonio el 9 de abril de 1973 con Marie Dominique Berthet Edwards, hija de Jean Louis Berthet de Surmonts y Sonia Edwards Eastman, hermana esta última de Agustín, propietario del diario capitalino El Mercurio. Tuvo cuatro hijos, Matías, Alejandra, Josefina y María Constanza.

## Participación en la Dictadura militar
Estudió en el Saint George's College de Santiago y luego ingeniería comercial en la Universidad de Chile.
Durante la dictadura militar liderado por Pinochet fue director de ProChile (1975-1979). Posteriormente, fiel a sus convicciones liberales, creó la Dirección de Relaciones Económicas Internacionales del Ministerio de Relaciones Exteriores, de la que fue su primer director (1979-1984).
Pese a su independencia partidaria, en 1989 trabajó activamente en el comando del economista de derecha Hernán Büchi en el marco de la primera elección presidencial tras la dictadura de 1973-1990.

## Actividad gremial
En 1996 concretó su arribo a la Sofofa, luego que el consejo de esta decidiera crear el cargo de secretario general, el cual había mostrado buenos resultados en otros gremios locales. De su paso por ese puesto destacó su papel en la llamada Agenda ProCrecimiento, acuerdo que se transformó en un vehículo de entendimiento entre empresarios y el Gobierno durante la administración del socialista Ricardo Lagos (2000-2006).
En 2009 asumió la presidencia de la Sofofa, en un complejo entorno marcado por la crisis internacional y sus efectos en la producción y ventas de la industria. A mediados de 2011 fue reelecto en el cargo por otros dos años. A comienzos de 2013, por sus problemas de salud, desistió de ser el candidato de consenso a la presidencia de la Confederación de la Producción y del Comercio (CPC), la máxima organización empresarial del país.
Ocupó diversos directorios de empresas como Telefónica Chile y Grupo Security, al tiempo que llevó adelante emprendimientos en sectores tan diversos como el de la energía, el transporte y la agricultura, la mayor parte de las veces acompañado de los economistas y empresarios Bruno Philippi y Juan Antonio Guzmán.